# Meisenbüchel
Meisenbüchel ist ein Ort in der Gemeinde Engelskirchen im Oberbergischen Kreis in Nordrhein-Westfalen in Deutschland.

## Lage und Beschreibung
Der Ort liegt im Südwesten von Engelskirchen an der Grenze zum Rheinisch-Bergischen Kreis. Nachbarorte sind Forkscheid, Ehreshoven mit dem Schloss Ehreshoven und das zum Stadtgebiet von Overath gehörende Obermiebach. Am Ort vorbei fließt der Pühlensiefen, der westlich der Ortschaft in den Stausee Ehreshoven II mündet.

## Geschichte
Um 1280 wurde der Ort erstmals unter der Bezeichnung „Meisenbuchel“ in einem Einkunftsverzeichnis der Abtei Siegburg urkundlich genannt.